# صمغ طبيعي

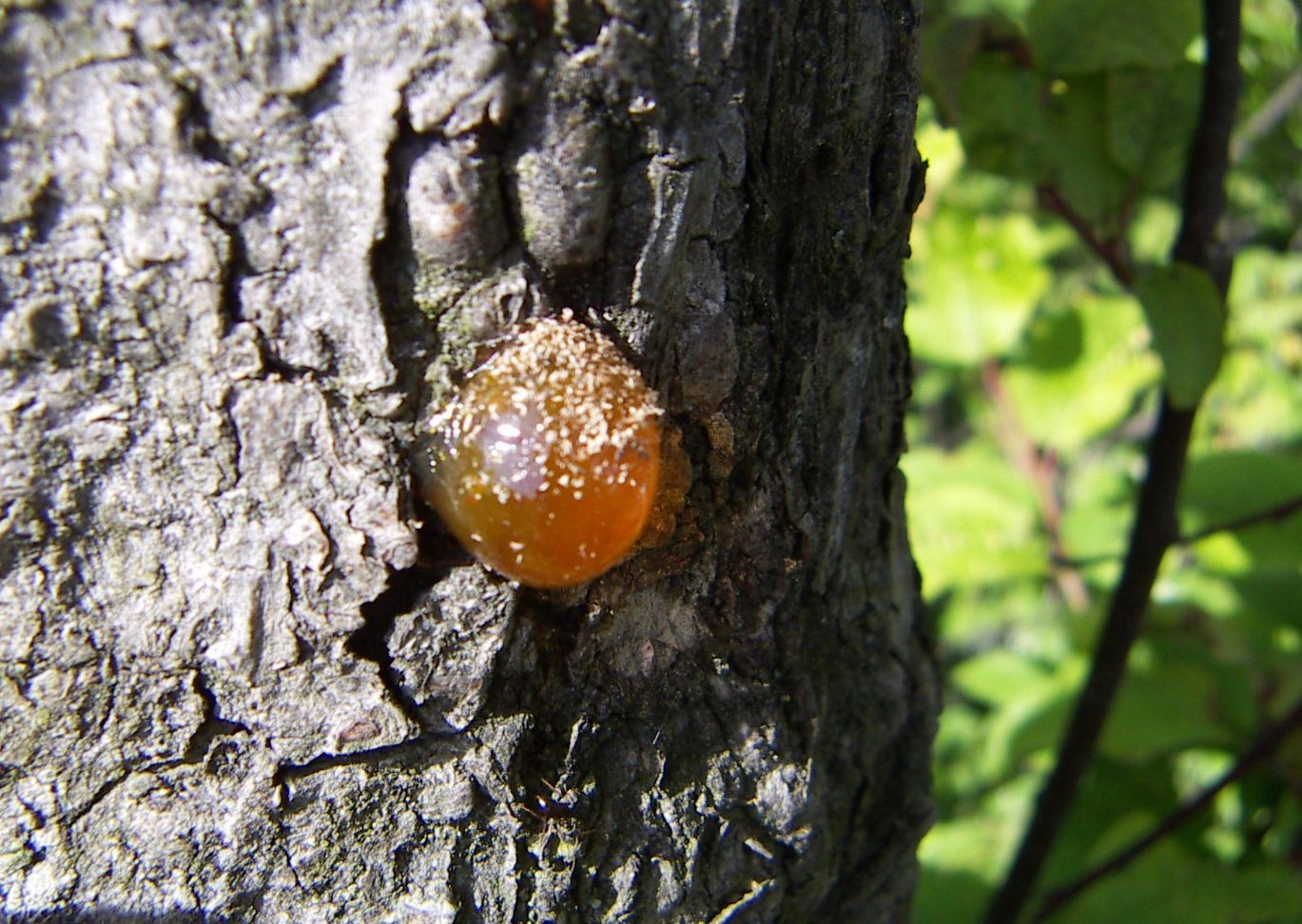
صمغ طبيعي على جذع شجرة

الصمغ الطبيعي هو نوع من متعددات السكاريد طبيعية المنشأ، والقادرة على زيادة لزوجة المحلول بشكل كبير حتى بتراكيز صغيرة. أغلب هذه الأنواع هي ذات منشأ نباتي، وغالباً ما تنشأ على جذوع أشجار الغابات.

## أمثلة
من الأمثلة على أنواع الصمغ الطبيعي كل من:
- أغار
- حمض الألجينيك
- كاراجينان
- تشكلية
- دمّر
- صمغ الجيلان
- صمغ الغوار
- صمغ عربي
- مصطكى
- صمغ الكثيراء
- صمغ الزانثان

## الاستخدامات
يستخدم الصمغ الطبيعي على أنواعه بشكل رئيسي في الصناعات الغذائية على هيئة مضاف غذائي من أجل التثخين والاستحلاب، كما تضاف على هيئة سواغ في المستحضرات الدوائية. عند تناول الصمغ الطبيعي فإنه يخمر من الجراثيم والميكروبات في القسم الأدنى من القناة الهضمية.